# Gårdvik
Gårdvik är en bebyggelse utmed länsväg 876 öster om Toftbyn i Svärdsjö socken, Falu kommun. Byn ligger intill sjön Liljan. Från 2015 avgränsar SCB här i dess västra del en småort.